# Pentadactyla
Pentadactyla is een geslacht van zeekomkommers uit de familie Phyllophoridae.

## Soorten
- Pentadactyla japonica (Marenzeller von, 1881)
- Pentadactyla longidentis (Hutton, 1872)